# 井上法雄
井上 法雄（いのうえ のりお、1962年 - ）は、鳥取市在住、和歌山県田辺市出身の実業家。有限会社ウイル社長。幼少のころより鳥取に移住。父親は大阪府出身（父方の親戚は石川県加賀市）。母親は鳥取市伏野出身。鳥取県立鳥取東高等学校卒、東海大学中退。

## 略歴
- 1962年2月 - 和歌山県田辺市に生まれる
- 1974年3月 - 鳥取市立日進小学校卒業
- 1977年3月 - 鳥取市立北中学校卒業
- 1980年3月 - 鳥取県立鳥取東高等学校卒業
- 1990年4月 - 有限会社ウイル創業、代表取締役社長就任。鳥取市にてディスコイレブン、クラブディスコディーズ、パブスナックワンアンドワン経営
- 1997年4月 - インターネットサービスプロバイダーサイバーネット開業
- 2000年8月 - ハルインターネットに改名
- 2009年 - 株式会社ITTR（インド鳥取トップランナー）設立、取締役就任
- 2010年 - 鳥取市議会議員選挙に無所属で立候補（落選）
- 2018年 - 鳥取県経済同友会副代表幹事

## 主な役職
- 鳥取県東部経済同友会副代表幹事
- 鳥取県経済同友会デジタル化特別委員会委員長
- チーム鳥取・インド蔵元輸出会会長
- 鳥取商工会議所一号議員
- 鳥取県産業教育振興会東部会長
- 鳥取ユネスコ協会会長
- 元社団法人鳥取県情報産業協会副会長
- 元鳥取いなばの祭典実行委員会副委員長
- 元財団法人鳥取県産業振興機構理事
- 元鳥取いなばライオンズクラブ会長
- 元鳥取県立鳥取湖陵高校評議委員

| スタブアイコン | サブスタブ | この項目は、まだ閲覧者の調べものの参照としては役立たない、人物に関連した書きかけの項目です。この項目を加筆・訂正などしてくださる協力者を求めています（P:人物伝/PJ:人物伝）。 |